# Улица Победы (Советск)
Улица Победы — пешеходная улица в Советске (Калининградская область). Названа в честь Победы над фашистской Германией в Великой Отечественной войне. Главная торговая и прогулочная улица города, пересекающая всю его центральную часть.
Имеет длину около 1 км (с запада на восток).

## История
В начале XVI века небольшая рыбацкая деревенька, расположенная немного западнее замка Тильзит, получает от магистра Тевтонского Ордена Альбрехта Гогенцоллерна право рыночной торговли (1511 год), местечко начинает быстро разрастаться — первоначально возникает «Немецкий переулок» (улица Гагарина — старейшая улица города), затем образовываются другие уличные ветви.
В 1540—1545 году возникает «Длинный переулок», который получает в 1551 году название «Литовский переулок», так как заселять новую улицу принялись многочисленные выходцы из Литвы, которые стремились найти в Пруссии более приятные и комфортные условия жизни, чем в Литве. По смыслу другая главная улица города получила теперь название «Немецкая улица» (улица Гагарина) — её изначально заселяли немцы (ремесленники и торговцы, приглашенные Альбрехтом). «Hohe Strasse» («Хоэ Штрассе») — «Высокая улица» — главная торговая и прогулочная улица города Тильзита.

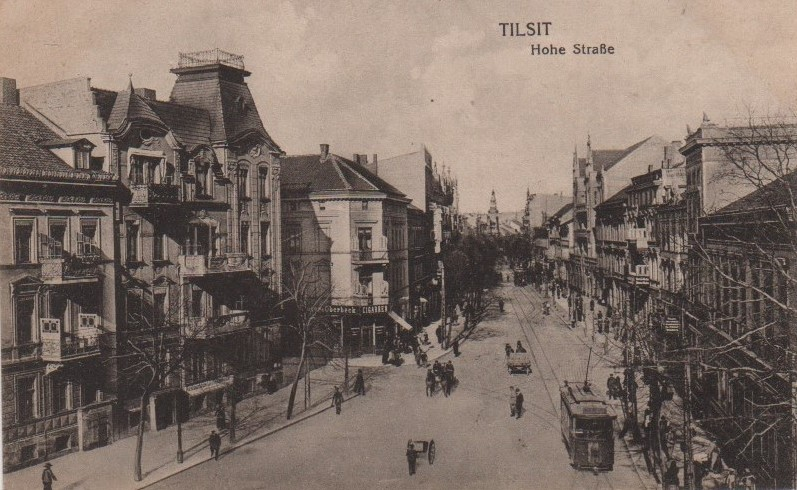
Высокая улица в Тильзите

По сути, в немецкие времена она тоже играла роль пешеходной — практически бульвара. «Высокая улица» проходила между площадью Флетчера и Высокими воротами (сегодня площадь Ленина).
Своё историческое имя — «Высокая» улица получила лишь в XVII веке, когда засыпали выше уровня реки Мемель тогдашний «Littauische» («Литовский») переулок для защиты от наводнения — поэтому собственно и «Высокая».
Сегодня она называется улица Победы.
Свой неповторимый архитектурный облик улице подарили эпоха грюндерства (эклектизм), модерн и историзм. Несмотря на большие военные разрушения и бесхозяйственность советского и российского периодов существования этой улицы, головы медуз, разинутые львиные пасти, различные сказочные существа импозантно представленные на фасадах зданий, а также ажурные кованые балкончики и оформленные с богатым воображением сточные желоба по-прежнему многое рассказывают нам о благосостоянии, энергии и духе её прежних владельцев…

## Достопримечательности
- Памятный камень в честь Тильзитского мира
- Памятник трамваю
- Памятник Воину-освободителю
- Почтамп
- Музей истории города
- Здание с атлантами
- Дом со скульптурой рыцаря
- Скульптурная композиция «кот и голуби»
- Здание театра королевы Луизы
- Здание филиала банка «Восточно-Прусский ландшафт»
- Здание кредитного банка
- Старинная жилая застройка улицы

## Современное положение
В настоящий момент улица выполняет роль променада для прогулок и любования старинной архитектурой, а также торговую функцию: все первые этажи зданий заняты магазинами одежды, сувениров, ювелирных изделий и т. д.

Улица Победы летом 2014 года

По центру улицы установлены весьма оригинальные скамейки, урны и вазоны с цветами. На улице положен асфальт, но есть планы в дальнейшем замостить её булыжником.
В перспективе пешеходная улица должна трансформироваться в туристическую зону с фонарями, кафе, ресторанами, кондитерскими, творческими мастерскими, сувенирными и цветочными лавками, уличными художниками, гостиными домами и т. д.

## Расположение улицы
Начинается улица от площади Ленина. Заканчивается там, где площадь Жукова переходит в улицу Шевченко. Улица движется с запада на восток.

## Пересекает улицы
- Комсомольская
- Школьная
- Гончарова
- Мамина-Сибиряка
- Дружбы
- Герцена

## Транспорт
Отсутствует, так как улица пешеходная.

## Галерея

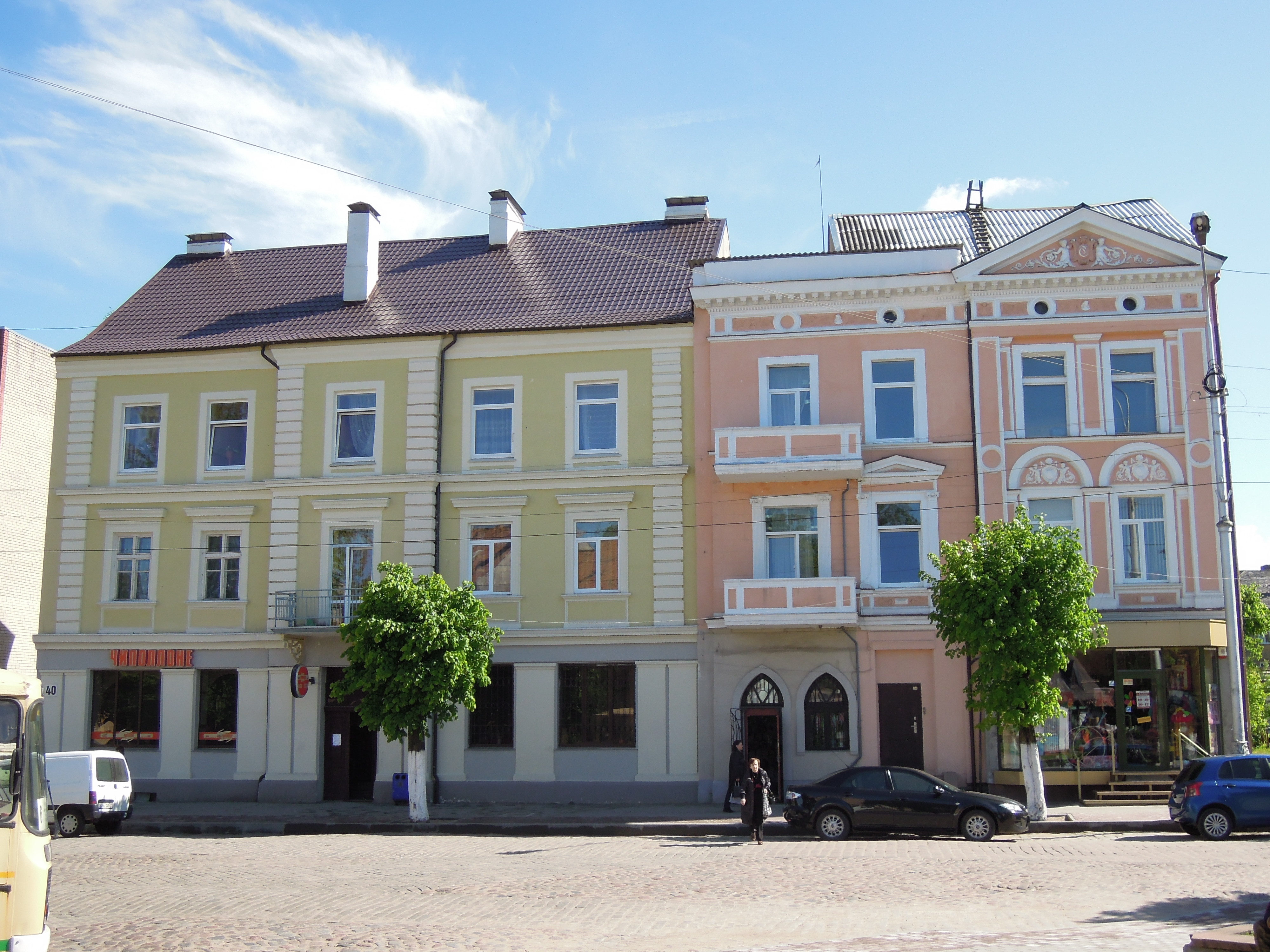
Дома на улице Победы
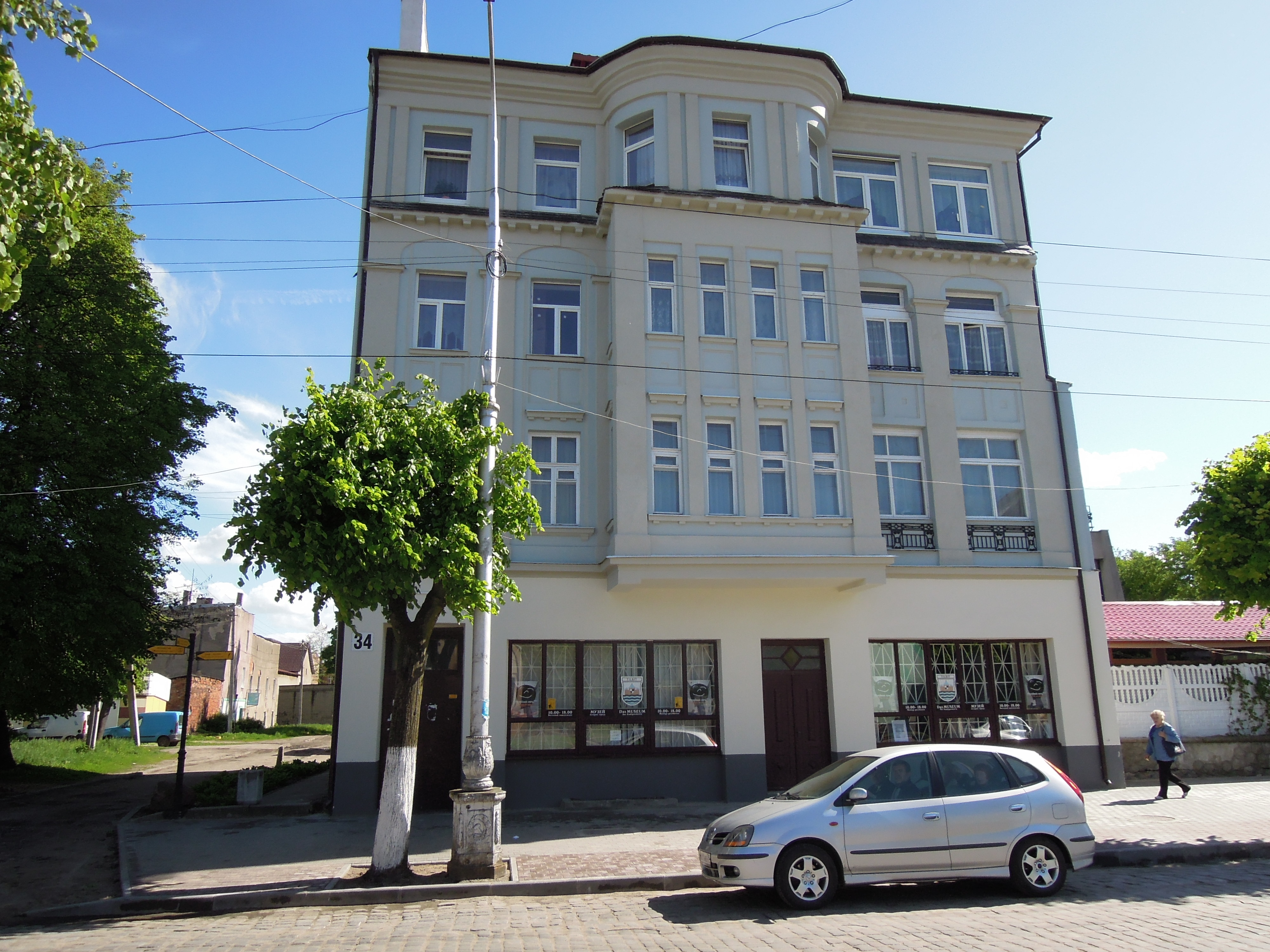
Городской музей
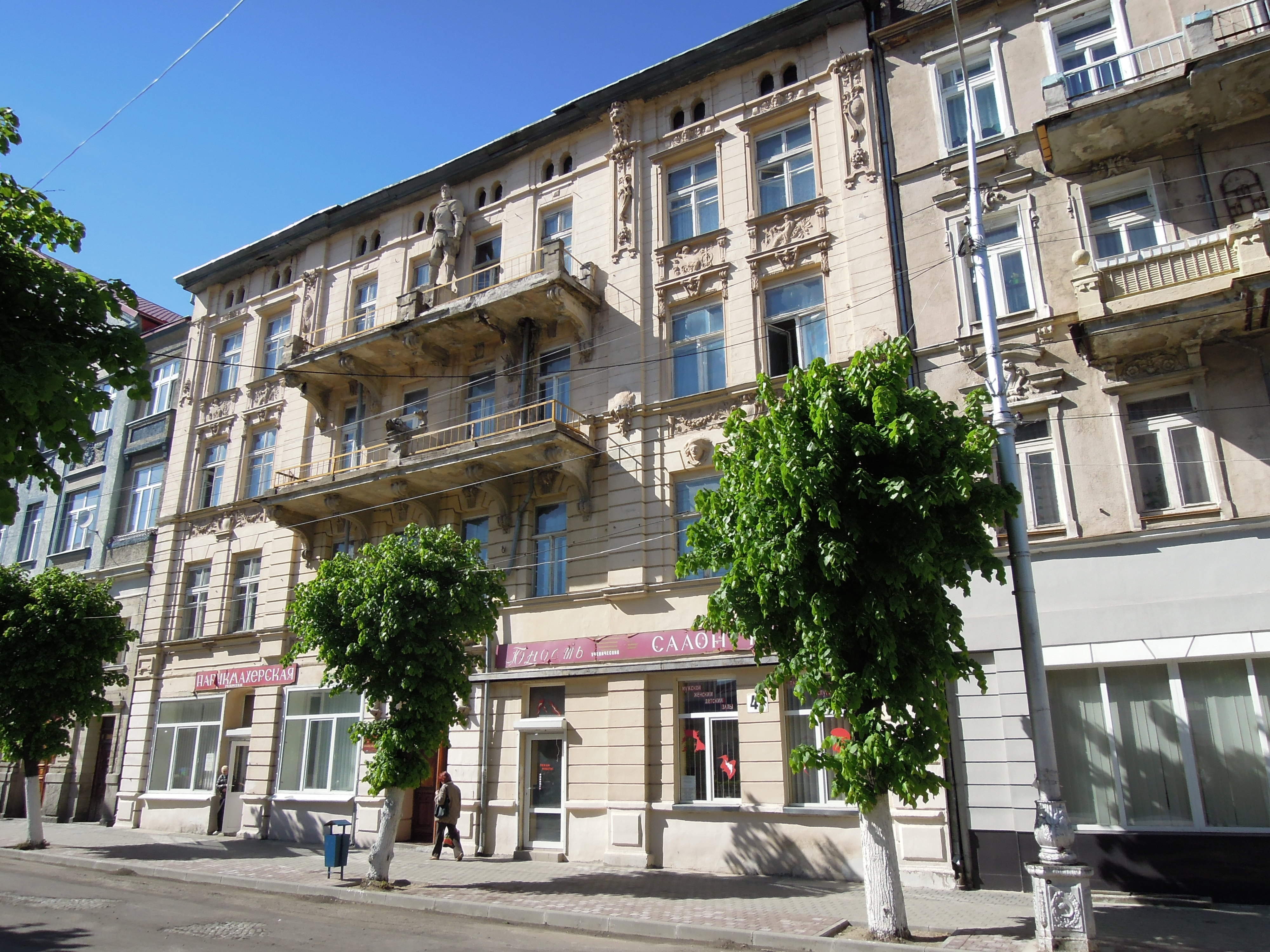
Дом со скульптурой рыцаря
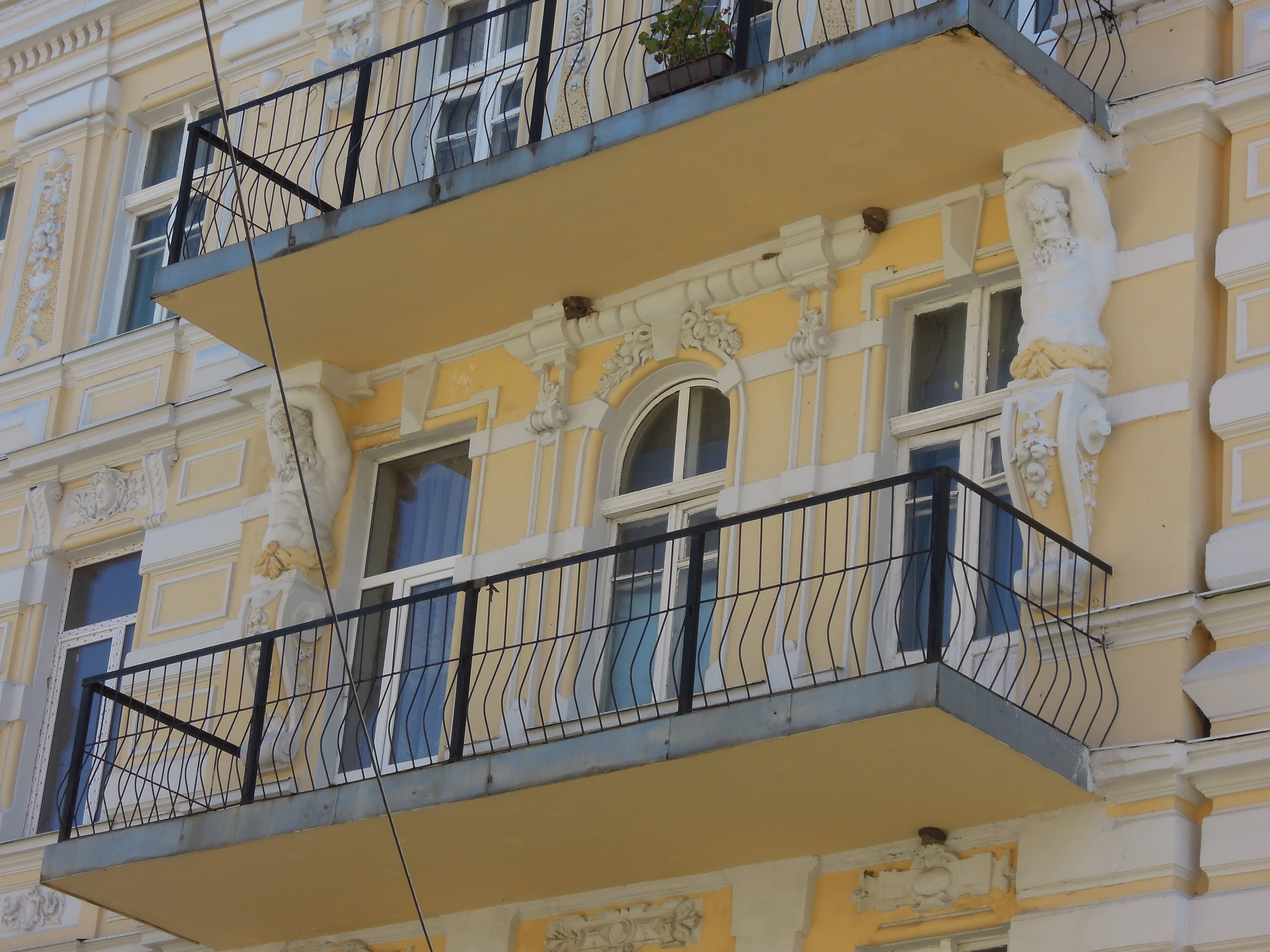
Атланты на фасаде одного из домов на улице Победы
Памятник Воину-освободителю
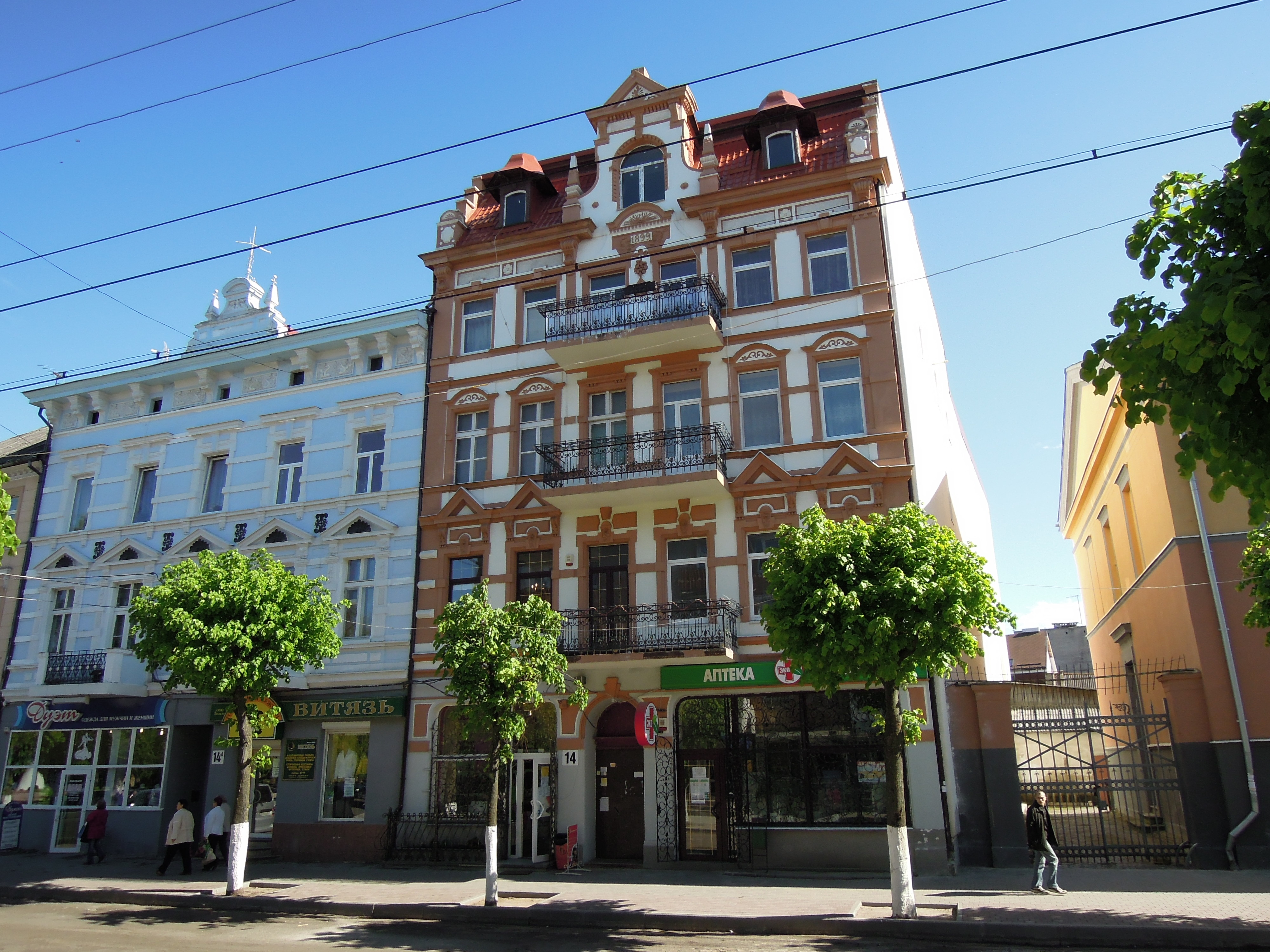
Старинные дома на улице Победы
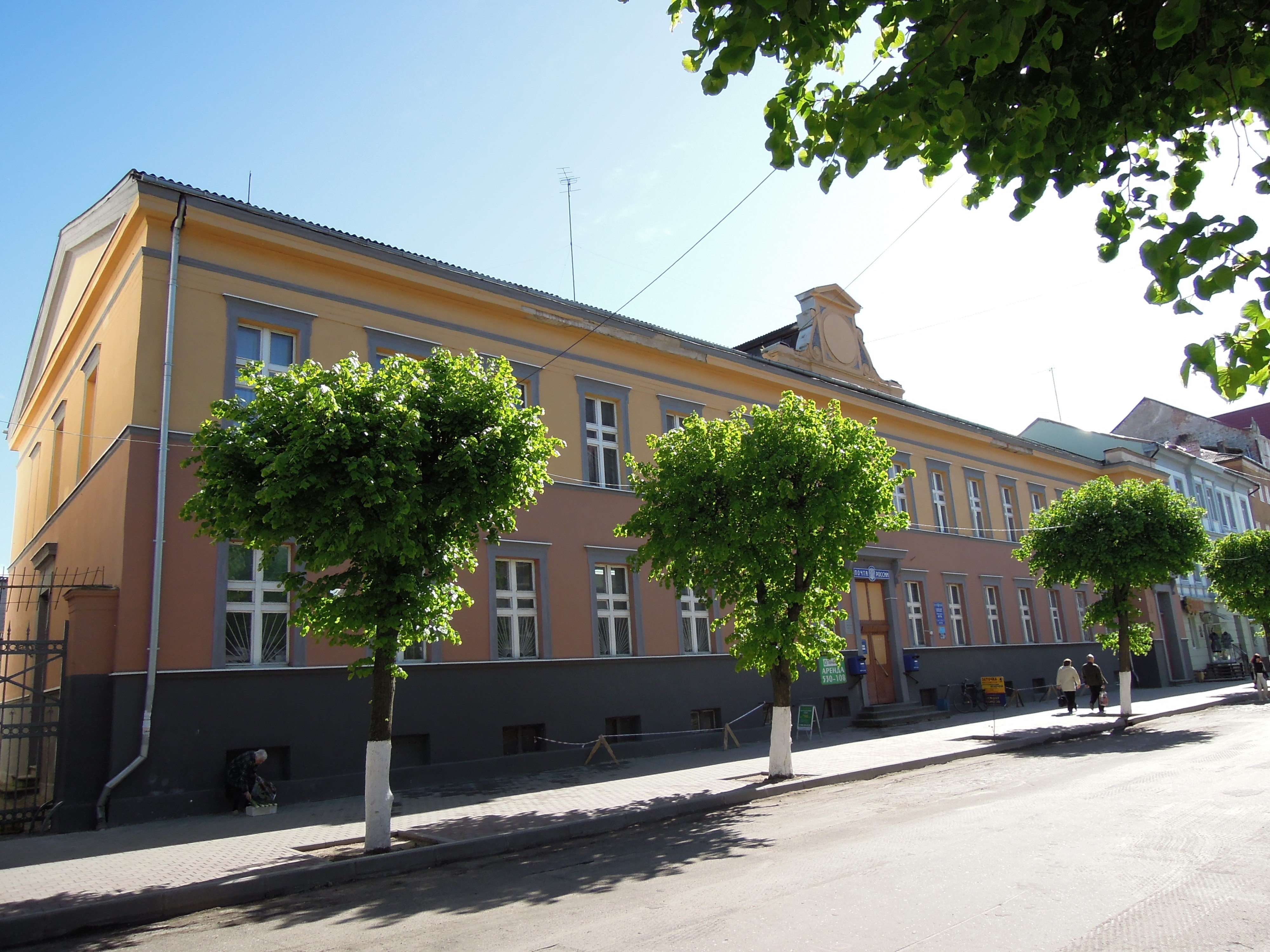
Старинный почтамт на улице Победы
Скульптура «кот и голуби» на фасаде одного из домов
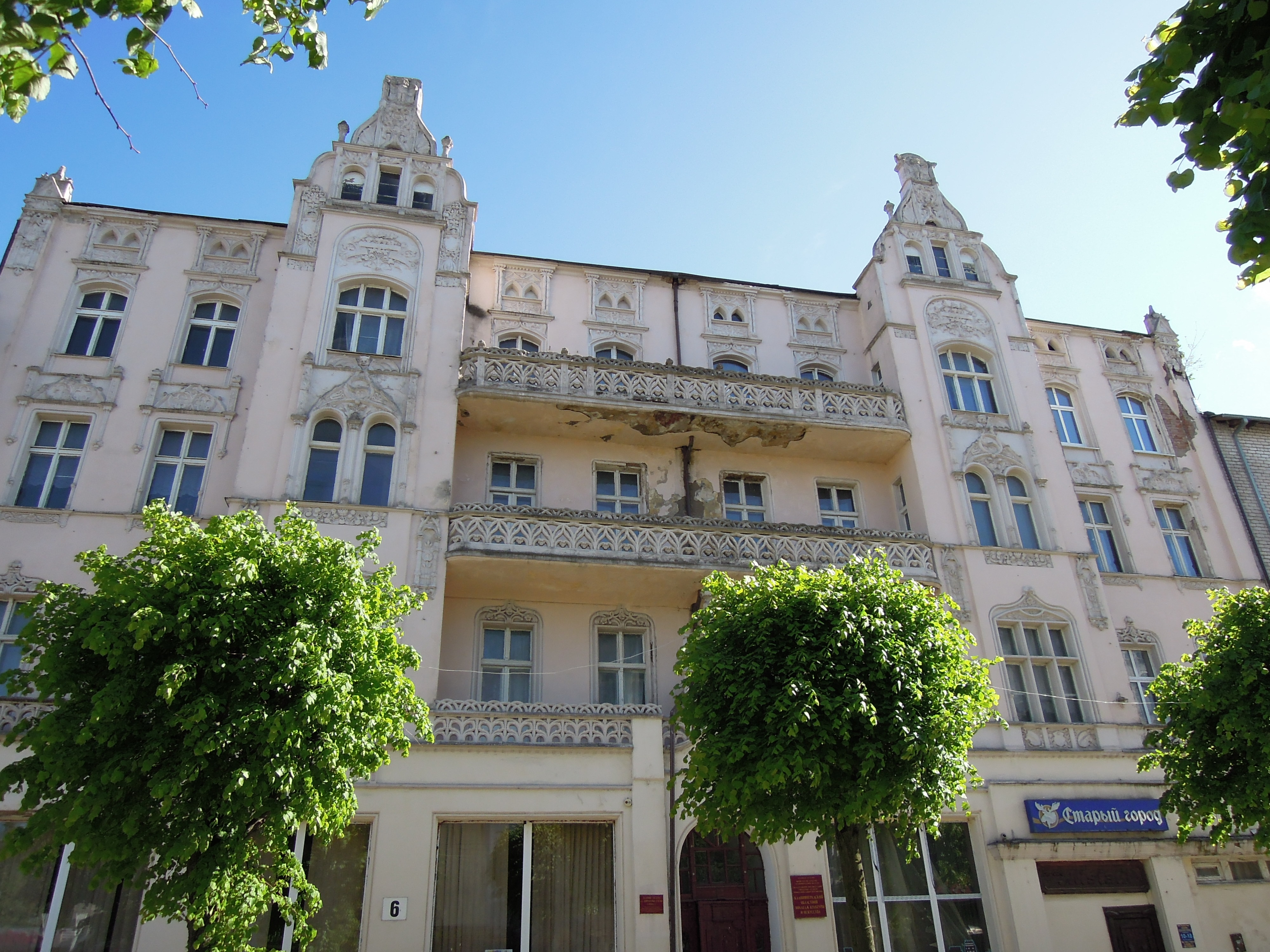
Здание театра королевы Луизы
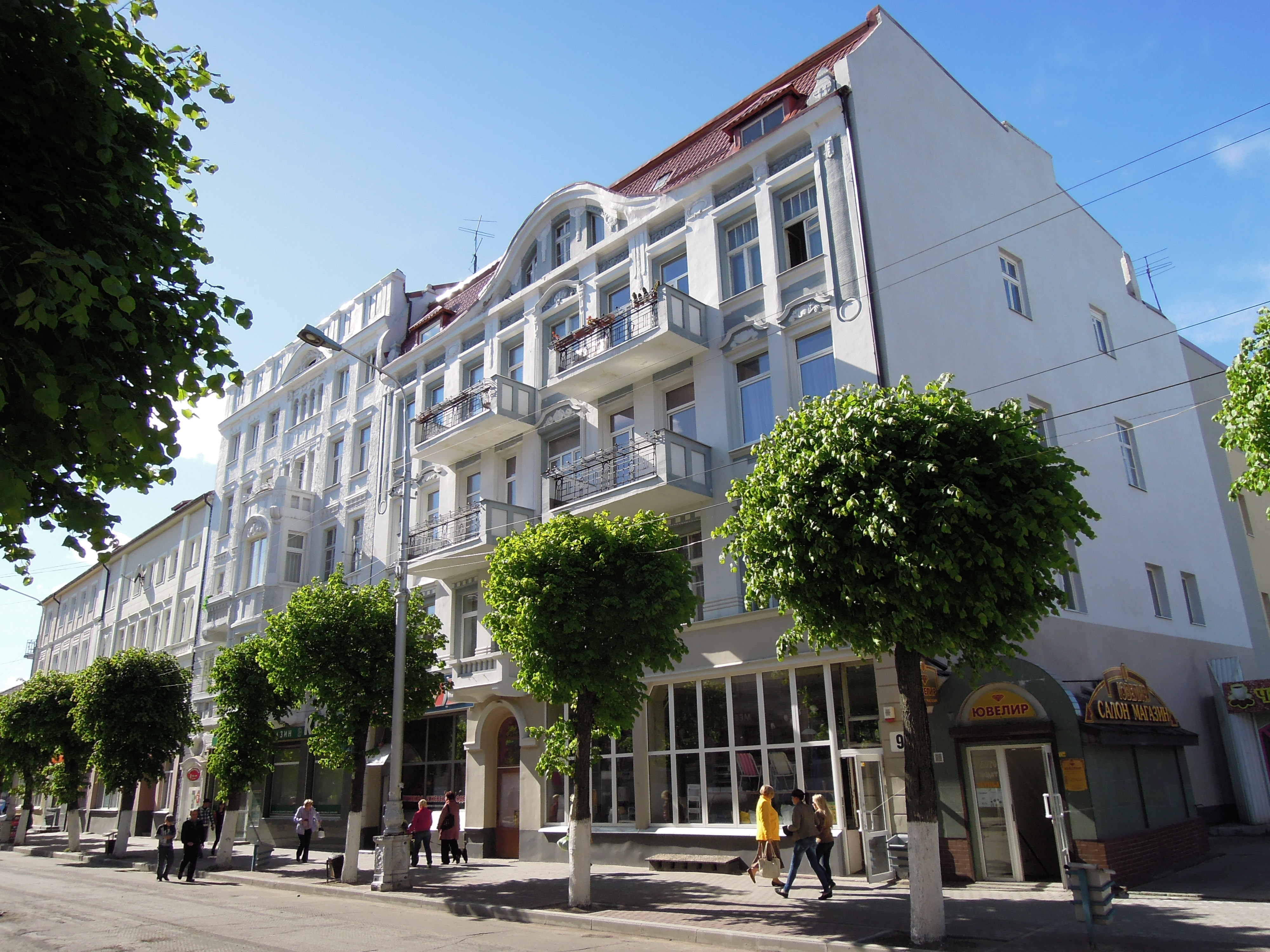
Старинные жилые дома на улице Победы
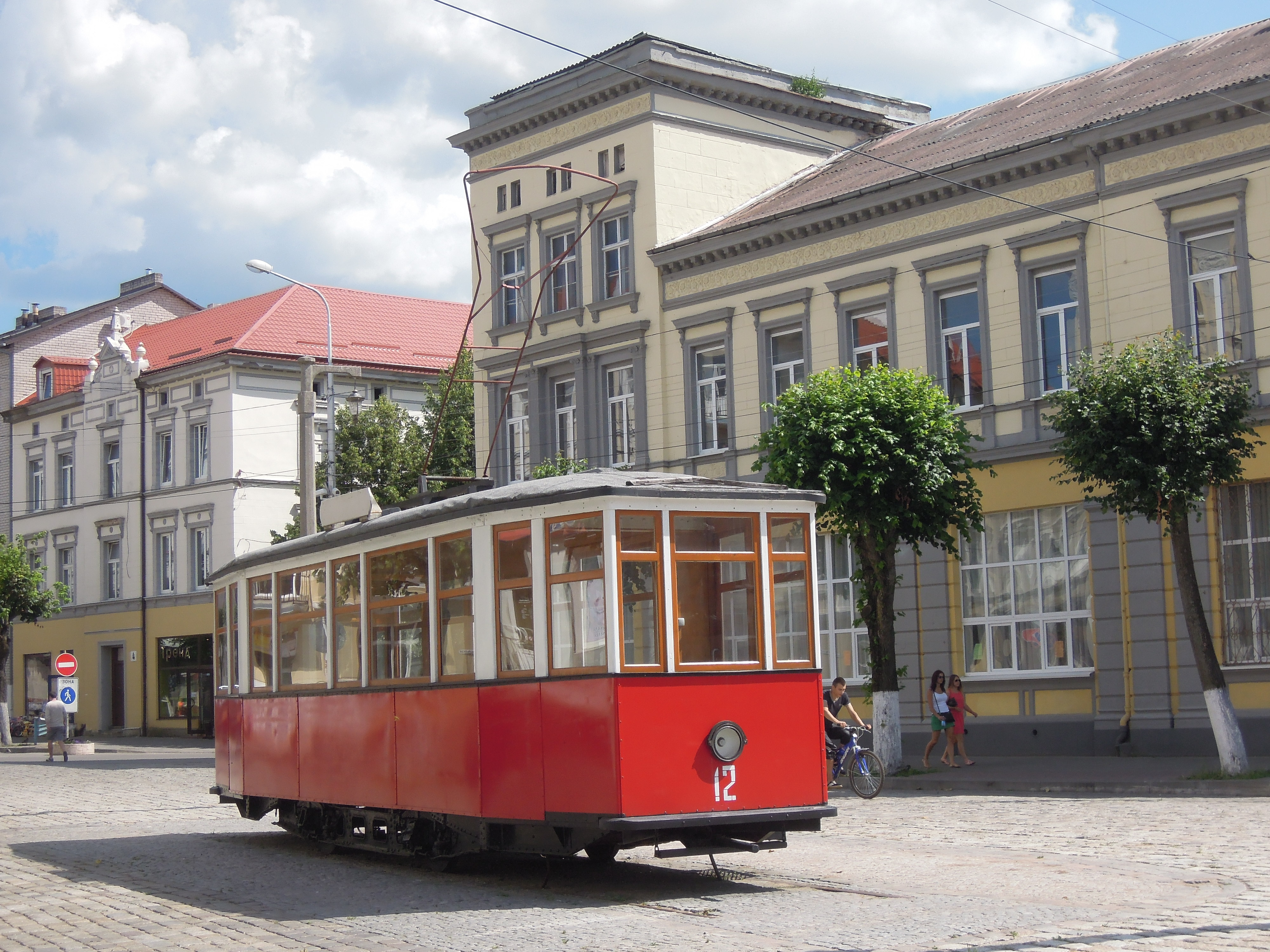
Трамвайный вагон МС-4, установленный как экспонат
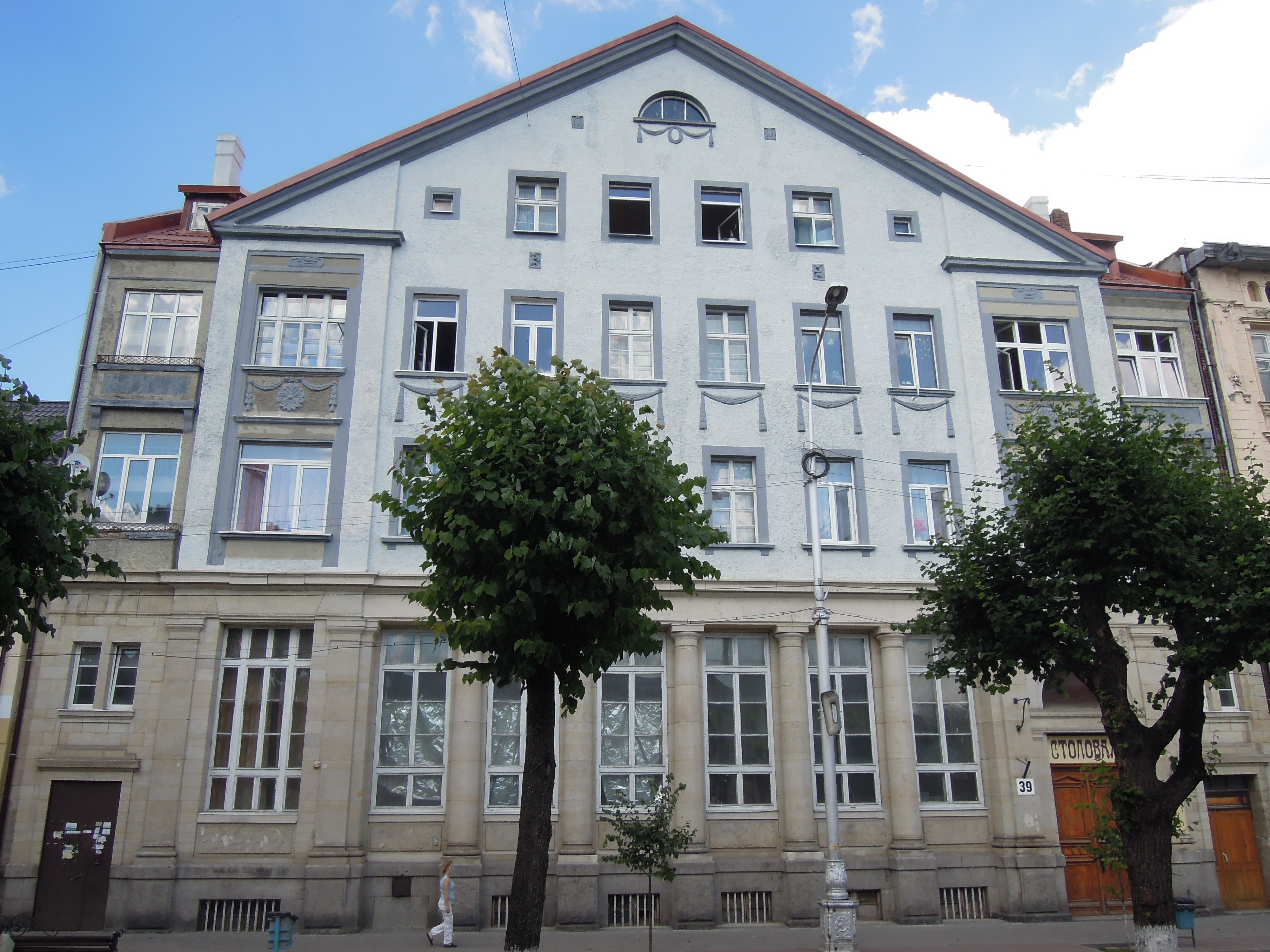
Бывший кредитный банк на улице Победы